# The 5.6.7.8's
The 5.6.7.8's er en rock-trio fra Japan. Gruppen består udelukkende af piger.
Gruppen blev kendt i Vesten efter deres optræden i Kill Bill Vol. 1, hvor de optrådte med "I Walk Like Jayne Mansfield", "I'm Blue" (et cover af The Ikettes' sang) og "Woo Hoo" på en klub i Tokyo, "The House Of Blue Leaves".
The 5.6.7.8's sang "The Barracuda" er også inkluderet på soundtracket The Fast and the Furious: Tokyo Drift soundtrack.

## Diskografi
Albums
- Golden Hits of the 5.6.7.8's (Tokyo Stiff, 1988) (Hana, 2003)
- The 5.6.7.8's (Timebomb, 1994)
- Teenage Mojo Workout (Timebomb, 2002)
- Tanukigoten (Timebomb, 2014)

EP'er
- Mondo Girls A-Go-Go (1989)
- I Was a Teenage Cave Woman !!! (Tokyo Karate, 1991)
- Bomb the Twist (Sympathy for the Record Industry, 1996)
- Pin Heel Stomp (Timebomb, 1998)
- Pretty Little Lily Can Dance No More 7" inch/CD EP (Deckrec, 2002)

Singler
- "Ah-So"/"She Was A Mau-Mau" (Giant Claw, 1992)
- "I Need A Man"/"Long Tall Sally" (Planet Pimp, 1993)
- "I Walk Like Jane Mansfield"/"Cat Fight Run" (Estrus, 1993)
- "Edi Is A Sweet Candy"/"Teenage Head"/"Scream" (Rockville, 1993)
- "The Spell Stroll"/"Roadrunner" (Weed, 1995)
- "Bomb The Twist"/"It's Rainy" (Sympathy For The Record Industry, 1996)
- "Continental Hop"/"Jump Jack, Jump" (Time Bomb, 1997)
- "The Barraacyda"/"Tallahassee Lassie" (Time Bomb, 1997)
- "Silly Willy"/"Mr. Lee" (Dionysus, 1998)
- "Come See Me"/"Mashed Potato"/"Gerupin Rock" (Thunderbaby, 1994)
- "I'm Blue"/"(I'm Sorry Mamma) I'm A Wild One" (Sweet Nothings, 2002)
- "Rock And Roll Santa"/"Harlem Shuffle" (Norton, 2003
- "Woo Hoo"/"Guitar Date" (Sweet Nothings, 2004)
- Split 7" single with The Church Keys - "19th Nervous Breakdown" (Norton, 2004)
- Sho-Jo-Ji (The Hungry Racoon)"/"Charuema Sobaya (The Soba Song)" (Third Man, 2011)
- Great Balls Of Fire"/"Hanky Panky" (Third Man, 2011)
- "Mothra" b/w "Dream Boy" (Time Bomb, 2014)
- "I Walk Like Jane Mansfield"/"Battle Without Honor Or Humanity (Kill Bill Theme)" (Time Bomb, 2017)
- "The Barracuda"/"Movin'" (Time Bomb, 2017)
- Steel Rats (Vinyl Special Edition) Split 7" single with Arkadiusz Reikowski - "The Hoovering" (Tate Multimedia, 2018)
- "Woo-Hoo"/"Dream Boy" (Time Bomb, 2018)
- Split 7"single with Bloodshot Bill - "My Little Muck Muck" (Time Bomb, 2019)
- "Nutrocker"/"Chopped Onion Boogie" (The 5, 6, 7, 8's; 2019)
- "My Little Muck Muck" (Pig Baby)

Live
- Live at Third Man Records (Third Man, 2011)

Opsamlingsalbum
- The 5.6.7.8's Can't Help It! (Au Go Go, Rockville, 1991)
- Bomb The Rocks: Early Days Singles 1989-1996 (Timebomb, 2003)
- Best Hits of the 5.6.7.8's (Timebomb, 2019)

Videoer
- Squid Heaven Complete Edition Video 6 VHS (Ika-Ten, 1989) - "Motor Cycle Go-G0-Go"
- Where The Action Is!: Soft, Hell! VHS (Jungle Life/LAFF International/Soft, Hell!, 1996) - "Three Cool Cats"
- The Wild Weekend Video VHS/PAL (Exotic Entertainment, 1998)
- Bottle Up & Go!: Soft, Hell! Video Compilation #2 VHS (Jungle Life/LLAFF International/Soft, Hell!, 1998) - "Bomb The Twist"
- Kill Bill Volume 1 (Blu-ray) (Miramax/Roadshow Entertainment, 2003) - "I Walk Like Jane Mansfield", "I'm Blue" Both played live as a special feature
- Soft, Hell! Video Compilation Special Edition Ltd. 2XVHS (Soft, Hell!) - "Three Cool Cats", "Bomb The Twist"
- Live At The Garage Rockin' Craze split DVD=V with Saturns, The Rizlaz (Radio Underground, 2005)
- Once Upon A Time 1992-2008 DVD (Time Bomb, 2013)